# Dorothea Chryst
Dorothea Chryst, bürgerlicher Name: Dorli-Maria Chryst (* 12. August 1940 in Halberstadt) ist eine deutsche Opern- und Operettensängerin (Sopran).

## Leben
Dorothea Chryst erhielt Gesangsunterricht u. a. bei Christl Gernot-Heindl (Opernstudio Gernot-Heindl) in München, Clemens Glettenberg, Köln, sowie bei Kammersänger Josef Metternich, dem langjährigen Dozenten an der Hochschule für Musik Köln.
1964 debütierte sie am Staatstheater am Gärtnerplatz in München, wo sie ab der Spielzeit 1964/65 fest engagiert war, als Jungfer Anna in der komisch-phantastischen Oper Die lustigen Weiber von Windsor von Otto Nicolai. In der Spielzeit 1964/65 gastierte sie auch an der Wiener Kammeroper.
Chryst interpretierte große Partien der Opernliteratur, hauptsächlich aus dem Bereich der Soubrette und des lyrischen Koloratursoprans, darunter die Norina in Don Pasquale, die Marie in Zar und Zimmermann, die Despina in Così fan tutte, die Zdenka in Arabella, die Nedda in Der Bajazzo, die Zerline in Fra Diavolo und die Olympia in Hoffmanns Erzählungen. Hinzu kamen noch verschiedene Rollen aus dem Bereich der Operette (z. B. die Adele in Die Fledermaus) und des Musicals.
Mit Beginn der Spielzeit 1967/68 wechselte sie für drei Spielzeiten an die Oper Köln. Ab der Spielzeit 1969/70 war sie wieder festes Ensemblemitglied am Staatstheater am Gärtnerplatz in München. In der Spielzeit 1971/72 und in der Spielzeit 1973/74 gastierte sie auch an der „Münchner Kammeroper“.
In der Spielzeit 1971/72 war sie am Staatstheater am Gärtnerplatz die Adele in einer Fledermaus-Neuinszenierung von Kurt Pscherer. In der Spielzeit 1979/80 sang sie dort die Fiorella in der Opéra-bouffe Die Banditen. Außerdem übernahm sie 1981 die Tänzerin Teresa Casacci in der westdeutschen Erstaufführung des DDR-Musicals Casanova (Premiere: Februar 1981, Regie: Kurt Pscherer) von Helmut Bez und Jürgen Degenhardt; ihre Rolle war von den Autoren allerdings nur mit zwei kurze[n] Auftritte[n] und ein paar Gesangszeilen im Polen-Bild des II. Teils bedacht worden. In der Spielzeit 1980/81 übernahm sie am Gärtnerplatztheater die Fiordiligi in einer Neuinszenierung von Così fan tutte (Premiere: März 1981, Regie: Bohumil Herlischka); sie „braucht[e] sich ihrer Felsenarie nicht zu schämen, auch wenn es da einige nicht ganz astreine Intonationen gab.“ In der Spielzeit 1982/83 folgte die Musette in La Bohème (Premiere: Oktober 1982; Regie: Kurt Pscherer). In der Spielzeit 1983/84 sang sie die Rolle der Marguérite Duménil in einer Neuinszenierung der Heuberger-Operette Der Opernball. Bis 1992 trat Dorothea Chryst als Gast am Staatstheater am Gärtnerplatz auf. 
Für ihr langjähriges künstlerisches Wirken in München wurde sie zur Bayerischen Kammersängerin ernannt.
Ferner gab sie Gastspiele an allen großen deutschsprachigen Opern-/Operettenbühnen u. a. in München, Wien (1975, Mitwirkung bei den Wiener Festwochen), Köln, Frankfurt und Stuttgart. Im Dezember 1969 gastierte sie an der Wiener Staatsoper als Adele. In den beiden Spielzeiten 1973/74 und 1974/75 war sie als Gast an den Bühnen der Hansestadt Lübeck verpflichtet. Bei den Seefestspielen Mörbisch übernahm Dorothea Chryst 1974 die Rolle der Briefchristel in der Operette Der Vogelhändler. In der Saison 1974/75 war sie Gast an der Wiener Volksoper. Bei den Bregenzer Festspielen sang sie 1975 die Rolle der Köchin Ciboletta in der Strauß-Operette Eine Nacht in Venedig. In der Spielzeit 1978/79 trat sie als Gast am Theater Basel auf. Im Juni 1982 gastierte sie am Opernhaus Nürnberg als Handschuhmacherin Gabrielle in Pariser Leben.
Viele Jahre war sie Dozentin für Gesang am Leopold-Mozart-Konservatorium in Augsburg (heute: Leopold-Mozart-Zentrum). Zu ihren Schülern zählten die Sopranistinnen Stephanie M.-L. Bornschlegl, Anja Augustin, Ingrid Fraunholz, die Mezzosopranistin Annette Beck, der Bass Markus Wandl sowie der Tenor Tobias Wall.
Weiterhin nahm sie u. a. mit Margit Schramm, Gisela Ehrensperger, Rudolf Schock und Ferry Gruber zahlreiche Schallplatten auf.

## Diskografie (Auswahl)
- Benatzky/Stolz: Im weißen Rößl. Rolle: Ottilie Giesecke 
Interpreten: Marion Briner, Sopran; Peter Minich, Tenor; Frederic Mayer, Tenor.
 Ein großes Operettenorchester mit Chor. Dirigent: Carl Michalski.
 Telefunken 1971.
- Kálmán: Die Csárdásfürstin. Rolle: Stasi 
Interpreten: Margit Schramm, Sopran; Rudolf Schock, Tenor; Ferry Gruber, Tenor. 
 Der Günther Arndt-Chor. Berliner Symphoniker. Dirigent: Robert Stolz.
 Ariola Eurodisc.
- Kálmán: Gräfin Mariza. Rolle: Lisa 
Interpreten: Margit Schramm, Sopran; Rudolf Schock, Tenor; Ferry Gruber, Tenor. 
 Der Günther Arndt-Chor. Berliner Symphoniker. Dirigent: Robert Stolz.
 Ariola Eurodisc.
- Lehár: Die lustige Witwe. Rolle: Valencienne 
Interpreten: Margit Schramm, Sopran; Rudolf Schock, Tenor; Jerry J. Jennings, Tenor; Benno Kusche, Baß. 
 Der Chor der Deutschen Oper Berlin. Berliner Symphoniker. Dirigent: Robert Stolz.
 Ariola Eurodisc. Aufnahmedatum: November 1966.
- Lehár: Giuditta. Rolle: Anita 
Interpreten: Sylvia Geszty, Sopran; Rudolf Schock, Tenor; Ferry Gruber, Tenor. 
 Der Günther Arndt-Chor. Berliner Symphoniker. Dirigent: Werner Schmidt-Boelcke.
 Ariola Eurodisc.
- Lehár: Zigeunerliebe. Rolle: Ilona von Köröshaza 
Interpreten: Margit Schramm, Sopran; Rudolf Schock, Tenor; Julius Katona, Tenor. 
 Der Günther Arndt-Chor. Berliner Symphoniker. Dirigent: Robert Stolz.
 Ariola Eurodisc.
- Lehár: Paganini. Rolle: Bella Giretti 
Interpreten: Margit Schramm, Sopran; Rudolf Schock, Tenor; Ferry Gruber, Tenor. 
 Der Günther Arndt-Chor. Berliner Symphoniker. Dirigent: Robert Stolz.
 Ariola Eurodisc.
- Goldene Operette: Pariser Leben (Querschnitt) 
Interpreten: Gisela Ehrensperger, Sopran; Ulf Fürst, Tenor; Walter Köninger, Bariton. 
 Das Orchester des Staatstheaters am Gärtnerplatz. Dirigent: Peter Falk.
 Telefunken 1979.
- Goldene Operette: Die Fledermaus (Querschnitt)
 Interpreten: Gisela Ehrensperger, Sopran; Ulf Fürst, Tenor; Jörn W. Wilsing, Bariton. 
 Das Symphonieorchester Graunke. Dirigent: Peter Falk.
 Telefunken 1977.
- Goldene Operette: Der Vetter aus Dingsda  (Querschnitt)  
 Interpreten: Gisela Ehrensperger, Sopran; Ulf Fürst, Tenor; Harry Friedauer, Tenor. 
 Das Symphonieorchester Graunke. Dirigent: Peter Falk.
 Telefunken 1977.
- Goldene Operette: Saison in Salzburg (Querschnitt)
 Interpreten: Gisela Ehrensperger, Sopran; Ulf Fürst, Tenor; Harry Friedauer, Tenor. 
 Das Symphonieorchester Graunke. Dirigent: Peter Falk.
 Telefunken 1977.

## TV-Film
- 1966: Guten Abend. Töne, Takte und Theater